# トレイ・ライルズ
トレイ・アンソニー・ライルズ（Trey Anthony Lyles, 1995年11月5日 - ）は、カナダのサスカチュワン州サスカトゥーン出身のバスケットボール選手。NBAのサクラメント・キングスに所属している。ポジションはパワーフォワードまたはセンター。

## 経歴

### 生い立ち
カナダのサスカチュワン州サスカトゥーンで生まれ、国内では優秀な高校生プレーヤーの一人として、ケンタッキー大学、インディアナ大学、ルイスビル大学から誘いを受た。

### カレッジ
ケンタッキー大学を選択し、2014年に入学し、2015年まで、1シーズンプレーした後、2015年のNBAドラフトにアーリーエントリーした。 

### NBA

#### ユタ・ジャズ(2015–2017)
2015年6月25日、2015年のNBAドラフト、1巡目12位でユタ・ジャズに指名され、7月7日にルーキースケール契約を結んだ。ルーキーシーズンの最初の2ヶ月で1試合平均 3.0 得点、3.6 リバウンドを記録した。2016年1月に入ると出場時間を増やし、1月4日のヒューストン・ロケッツ戦で初の2桁得点となる13得点を記録した。1月9日のマイアミ・ヒート戦で、キャリアハイとなる10リバウンドを記録した。1月14日には、サクラメント・キングス戦でシーズンハイの19 得点を記録した 2016年2月には、地元カナダのエア・カナダ・センターで開催されたNBAオールスターゲーム前夜祭のライジング・スターズ・チャレンジに、チームメイトのロドニー・フッド、ラウル・ネトと共に世界選抜チームの一員として出場した。4月10日に、デンバー・ナゲッツ戦でキャリアハイとなる22得点を記録した。

#### デンバー・ナゲッツ (2017–2019)
2017年6月22日、2017年のNBAドラフト開催日、 ドノバン・ミッチェルらの指名権の交換が絡んだトレードでデンバー・ナゲッツへ移籍した。2017年12月2日、ロサンゼルス・レイカーズ戦でシーズンハイとなる18得点を記録した。2017年１２月10日、インディアナ・ペイサーズ戦でキャリアハイとなる25得点を記録し、 2018年1月5日にユタ・ジャズ戦で、26得点を記録しキャリアハイを更新した。

#### サンアントニオ・スパーズ (2019-2021)
2019年7月12日、ライルズはサンアントニオスパーズと契約した。 2020年2月6日、ライルズはダブルダブルでシーズン最高の23ポイント、10リバウンドと2スティールを獲得し、ポートランドトレイルブレイザーズに対して125-117で勝利した。2020年2月29日、20ポイント、9回のリバウンド、2回のアシスト、4回のスティール、1ブロックを獲得し、オーランドマジックに114-113で勝利した。 2020年3月2日、再び20ポイントを獲得し、3回のリバウンド、2回のアシスト、1回のスティールを記録したがインディアナペイサーズに対して116-111で敗北を喫した。2020年7月15日、ライルズは虫垂切除術を受けたと報告され、2020–21シーズンの残りを欠場した。

#### デトロイト・ピストンズ(2021-2022)
2021年8月6日、デトロイト・ピストンズと契約した。

#### サクラメント・キングス(2022ー)
2022年2月10日、4チーム間のトレードでサクラメント・キングスに放出された。

## 個人成績

### NBA

#### レギュラーシーズン
| シーズン | チーム | GP  | GS  | MPG  | FG%  | 3P%  | FT%  | RPG | APG | SPG | BPG | PPG  |
| -------- | ------ | --- | --- | ---- | ---- | ---- | ---- | --- | --- | --- | --- | ---- |
| 2015–16  | UTA    | 80  | 33  | 17.3 | .438 | .383 | .695 | 3.7 | .7  | .3  | .2  | 6.1  |
| 2016–17  | UTA    | 71  | 4   | 16.3 | .362 | .319 | .722 | 3.3 | 1.0 | .4  | .3  | 6.2  |
| 2017–18  | DEN    | 73  | 2   | 19.1 | .491 | .381 | .706 | 4.8 | 1.2 | .4  | .5  | 9.9  |
| 2018–19  | DEN    | 64  | 2   | 17.5 | .418 | .255 | .698 | 3.8 | 1.4 | .5  | .4  | 8.5  |
| 2019–20  | SAS    | 63  | 53  | 20.2 | .446 | .387 | .733 | 5.7 | 1.1 | .4  | .4  | 6.4  |
| 2020–21  | SAS    | 23  | 9   | 15.6 | .478 | .350 | .652 | 3.7 | .6  | .3  | .0  | 5.0  |
| 2021–22  | DET    | 51  | 3   | 19.4 | .456 | .301 | .784 | 4.8 | 1.1 | .4  | .5  | 10.4 |
| 2021–22  | SAC    | 24  | 20  | 22.8 | .489 | .365 | .851 | 5.6 | 1.3 | .3  | .3  | 10.6 |
| 2022–23  | SAC    | 74  | 0   | 16.9 | .458 | .363 | .815 | 4.1 | .9  | .4  | .4  | 7.6  |
| 2023–24  | SAC    | 58  | 0   | 20.0 | .445 | .384 | .700 | 4.4 | 1.2 | .3  | .3  | 7.2  |
| 通算     | 通算   | 581 | 126 | 18.3 | .443 | .347 | .745 | 4.3 | 1.1 | .4  | .4  | 7.7  |

#### プレーオフ
| シーズン | チーム | GP | GS | MPG  | FG%  | 3P%  | FT%  | RPG | APG | SPG | BPG | PPG |
| -------- | ------ | -- | -- | ---- | ---- | ---- | ---- | --- | --- | --- | --- | --- |
| 2017     | UTA    | 2  | 0  | 4.8  | .429 | .333 | ---  | 1.0 | .5  | .5  | .0  | 3.5 |
| 2019     | DEN    | 3  | 0  | 2.7  | .000 | .000 | ---  | .3  | .7  | .0  | .0  | .0  |
| 2023     | SAC    | 7  | 0  | 16.9 | .425 | .333 | .600 | 5.7 | .7  | .3  | .0  | 6.6 |
| 通算     | 通算   | 12 | 0  | 11.3 | .400 | .323 | .600 | 3.6 | .7  | .3  | .0  | 4.4 |

### カレッジ
| シーズン | チーム       | GP | GS | MPG  | FG%  | 3P%  | FT%  | RPG | APG | SPG | BPG | PPG |
| -------- | ------------ | -- | -- | ---- | ---- | ---- | ---- | --- | --- | --- | --- | --- |
| 2014–15  | ケンタッキー | 36 | 21 | 23.0 | .488 | .138 | .735 | 5.2 | 1.1 | .5  | .4  | 8.7 |

## 代表歴
7歳のとき家族とともにインディアナ州に移住し、高校時代にカナダ代表、アメリカ代表の両方に選ばれた。国際大会ではカナダジュニアチームで参加し、2013年の夏季大会で、タイラー・エニスらと共に、6位入賞を果たした。

## 脚註
1. ↑  “Trey-Lyles”.   draftexpress.com (2015年). 2015年6月26日閲覧。
2. ↑  “Jazz select Lyles, Hanlan in 2015 NBA Draft”.  NBA.com (2015年6月25日). 2015年6月26日閲覧。
3. ↑  “Jazz Sign 2015 Draft Pick Trey Lyles”. NBA.com (2015年7月7日). 2015年7月8日閲覧。
4. ↑  “Harden scores 30, Rockets rally for 93-91 win over Jazz”. NBA.com (2016年1月4日). 2016年1月4日閲覧。
5. ↑  “Hayward scores 34 points, Jazz defeat Heat 98-83”. NBA.com (2016年1月9日). 2016年1月14日閲覧。
6. ↑  “Gay scores 24 and hits game-winner, Kings top Jazz 103-101”. NBA.com (2016年1月14日). 2016年1月14日閲覧。
7. ↑  Trey Lyles will replace Nikola Mirotic at the Rising Stars Challenge
8. ↑  “Jazz use 24-0 run in 3rd quarter to beat Nuggets 100-84”. NBA.com (2016年4月10日). 2016年4月10日閲覧。
9. ↑  “Nuggets Acquire Trey Lyles and Tyler Lydon from Utah in Draft-Night Trade”. NBA.com (2017年6月23日). 2017年6月23日閲覧。
10. ↑  “Murray, Barton lead Nuggets over Lakers, 115-100.”. ESPN.com (2017年12月2日). 2017年12月2日閲覧。
11. ↑  “Oladipo scores career-high 47 as Pacers beat Nuggets in OT”. ESPN.com (2017年12月10日). 2017年12月10日閲覧。
12. ↑  “Lyle scores career-high 26 as Nuggets beat Jazz 99-91”. ESPN.com (2018年1月5日). 2018年1月6日閲覧。
13. ↑  “SPURS SIGN TREY LYLES”. NBA.com (2019年7月12日). 2019年7月12日閲覧。
14. ↑  “Spurs' Trey Lyles finding new life with third team”. Express News (2020年2月7日). 2020年3月2日閲覧。
15. ↑  “Spurs overcome shaky finish to beat Magic, 114-113”. Washington Post (2020年2月29日). 2020年3月3日閲覧。
16. ↑  “Brogdon scores 26, Pacers forced to rally late to beat Spurs”. Washington Post (2020年3月2日). 2020年3月3日閲覧。
17. ↑  “Spurs' Trey Lyles to miss restart with appendicitis”. NBA.com (2020年7月15日). 2020年7月15日閲覧。
18. ↑  “Kings Acquire Donte DiVincenzo, Josh Jackson and Trey Lyles in Four-Team Deal”.   Sacramento Kings (2022年2月10日). 2022年2月11日閲覧。
19. 1 2  Jones, Ryan (2013年9月25日). “No Lie”.  SLAM Magazine. 2014年10月10日閲覧。
20. ↑  “Trey Lyles”.   Canada Basketball. 2014年8月5日閲覧。